# МОТИВ (программный продукт)
Эта статья о программном продукте, об операторе сотовой связи см.: Сотовая Связь МОТИВ.
МОТИВ — система оперативного управления компанией, относящаяся к Web-ориентированным приложениям и являющаяся инструментом для любых предприятий (без привязки к конкретной отрасли). Программный продукт обеспечивает ведение электронного документооборота (СЭД, ECM), контроль исполнения поручений, управление проектами (Project Management), взаимодействие с клиентами (CRM), совместную работу подразделений (Collaboration). Администрирование электронного документооборота предприятия (создание маршрутных схем, дизайн карточек документов и прочее) выполняется в простом и понятном интерфейсе. Для настройки не требуется специальных навыков программирования.
Важной особенностью системы является возможность эффективной работы с большим количеством информации — у каждого пользователя системы могут быть тысячи задач.
Пользователь МОТИВ может работать через веб-интерфейс — таким образом, для работы требуется только браузер (Internet Explorer, Mozilla Firefox, Google Chrome, Safari, Opera), работать можно в любой операционной системе. С системой поставляются клиентское приложение для Windows, позволяющее оперативно получать сообщения, а также работать в офлайн-режиме. Имеются мобильное приложение для iOS и отдельный интерфейс для работы через мобильные средства коммуникации — телефоны и планшетные компьютеры.
Система МОТИВ разработана на языке программирования PHP (Hypertext preprocessor), использующемся для создания Web-ориентированных приложений. Система МОТИВ использует систему управления базами данных Firebird, и свободно и бесплатно распространяемый web-сервер Apache.
Система может использоваться по модели SaaS, но может быть приобретена и для установки на собственном сервере компании (On-Premise).

## Разработчик
ООО "Мотивэа" - С 2000 года занимаются созданием, внедрением и поддержкой решений для бизнеса и госструктур.
Два ключевых решения нашей компании:
- Система «Мотив».
- Платформа Motiware Melody One.

## Информация в СМИ
- Коммерсантъ-деньги
- Клерк.ру
- CRN
- Intelligent Enterprise
- Национальный банковский Журнал
- PC Week